# Henk van der Kraats
Henricus Johannes (Henk) van der Kraats (Wassenaar, 16 juni 1930 – aldaar, 1 juni 2023) was een Nederlandse jockey. 

## Loopbaan
Als zeventienjarige begon hij in de paardensport te werken voor Bertus Riem, die later zijn trainer én schoonvader werd. Op 4 april 1948 behaalde hij met Étoile du Nord zijn eerste zege. Met Sans Valeur won hij in 1954 zijn eerste derby en in 1975 met Rhodes zijn laatste. In 1989 behaalde hij zijn 750ste overwinning en werd hij gehuldigd.
Na twee vallen van zijn paard kwam er begin 1990 een einde aan zijn carrière. In de veertig jaar dat hij actief was behaalde hij 764 overwinningen, waaronder zeven maal de Derby, de koningsrace van renbaan Duindigt. 
Hij overleed in 2023 op 92-jarige leeftijd.

## Overwinningen Derby
| Jaartal | Paard       |
| ------- | ----------- |
| 1954    | Sans Valeur |
| 1955    | Felix       |
| 1958    | Paljas      |
| 1959    | Jolly Peter |
| 1969    | Joep        |
| 1974    | Fieldmaster |
| 1975    | Rhodos      |